# Lipowa (Wilczęta)
Pour les articles homonymes, voir Lipowa.
Lipowa est un village de la commune de Gmina Wilczęta dans le Nord de la Pologne en voïvodie de Varmie-Mazurie, dans le powiat de Braniewo. Il se trouve à environ 4 kilomètres à l'ouest de Wilczęta et à près de 25 kilomètres au sud de Braniewo et à 61 kilomètres au nord-ouest de la capitale régionale de Olsztyn.
Le village dénombre 30 habitants.

## Histoire
De 1818 à 1945, Lipprode fait partie de l'arrondissement de Preußisch Holland (de) dans la province de Prusse-Orientale.